# Catephia privata
Catephia privata là một loài bướm đêm trong họ Erebidae.